# Polydesmus cerrutii
Polydesmus cerrutii är en mångfotingart som beskrevs av Pius Strasser 1967. Polydesmus cerrutii ingår i släktet Polydesmus och familjen plattdubbelfotingar. Inga underarter finns listade i Catalogue of Life.